# Gagata itchkeea
Gagata itchkeea es una especie de peces de la familia Sisoridae en el orden de los Siluriformes.

## Morfología
Los machos pueden llegar alcanzar los 7,6 cm de longitud total.
Número de  vértebras: 34-35.

## Hábitat
Es un pez de agua dulce y de clima tropical.

## Distribución geográfica
Se encuentran en Asia, cuencas de los ríos Cauvery y Krishná (India y, posiblemente también Pakistán).